# Francesc Peiró
Francesc Peiró   () fou organista de la basílica de Santa Maria de Castelló d’Empúries.
L’any 1829 es va presentar a les oposicions per obtenir el benefici segon de Santa Creu, adscrit a l’organistia de la catedral de Santa Maria de Girona. Aquestes oposicions, però, les va guanyar l’organista Baltasar Dorda.